# Daitoku-ji

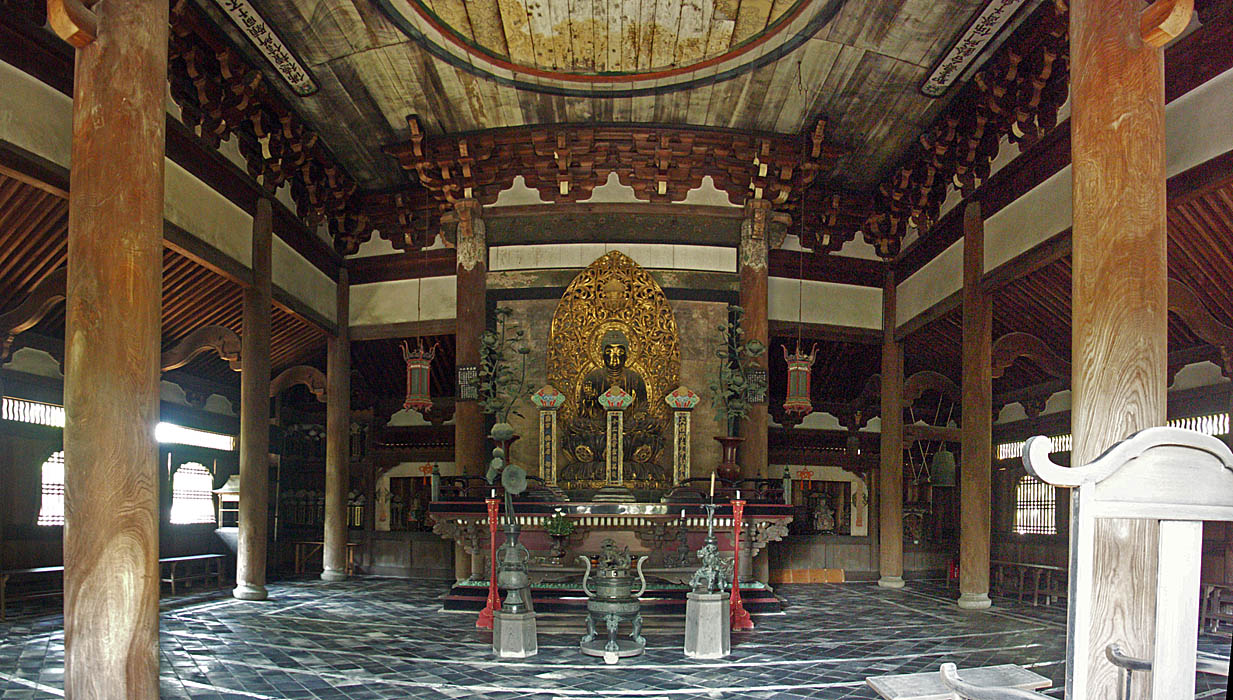
Interior de la Sala Butsuden.

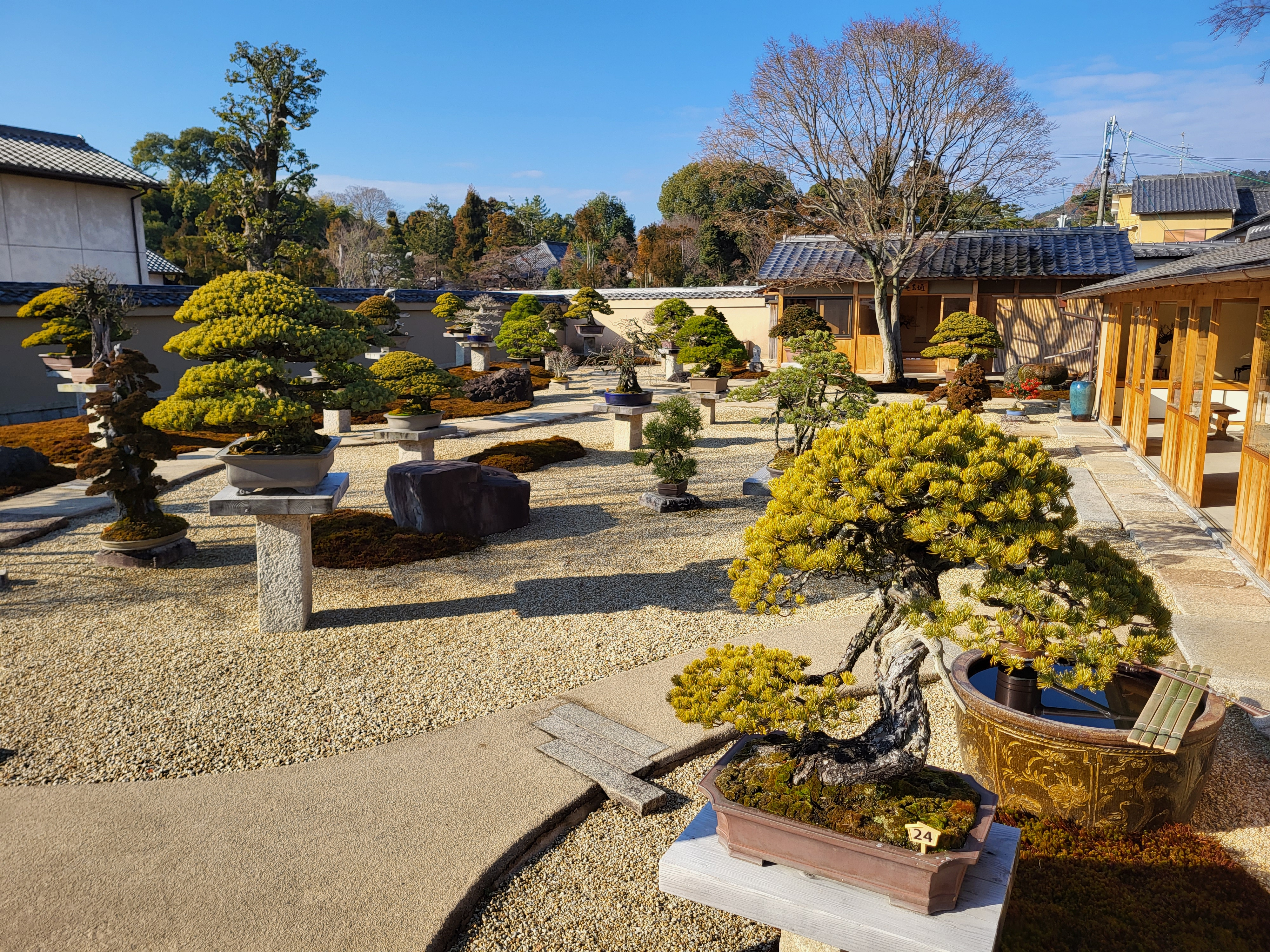
Jardín Bonsái Hoshun-in dentro del templo Daitoku-ji en Kioto, Japón.

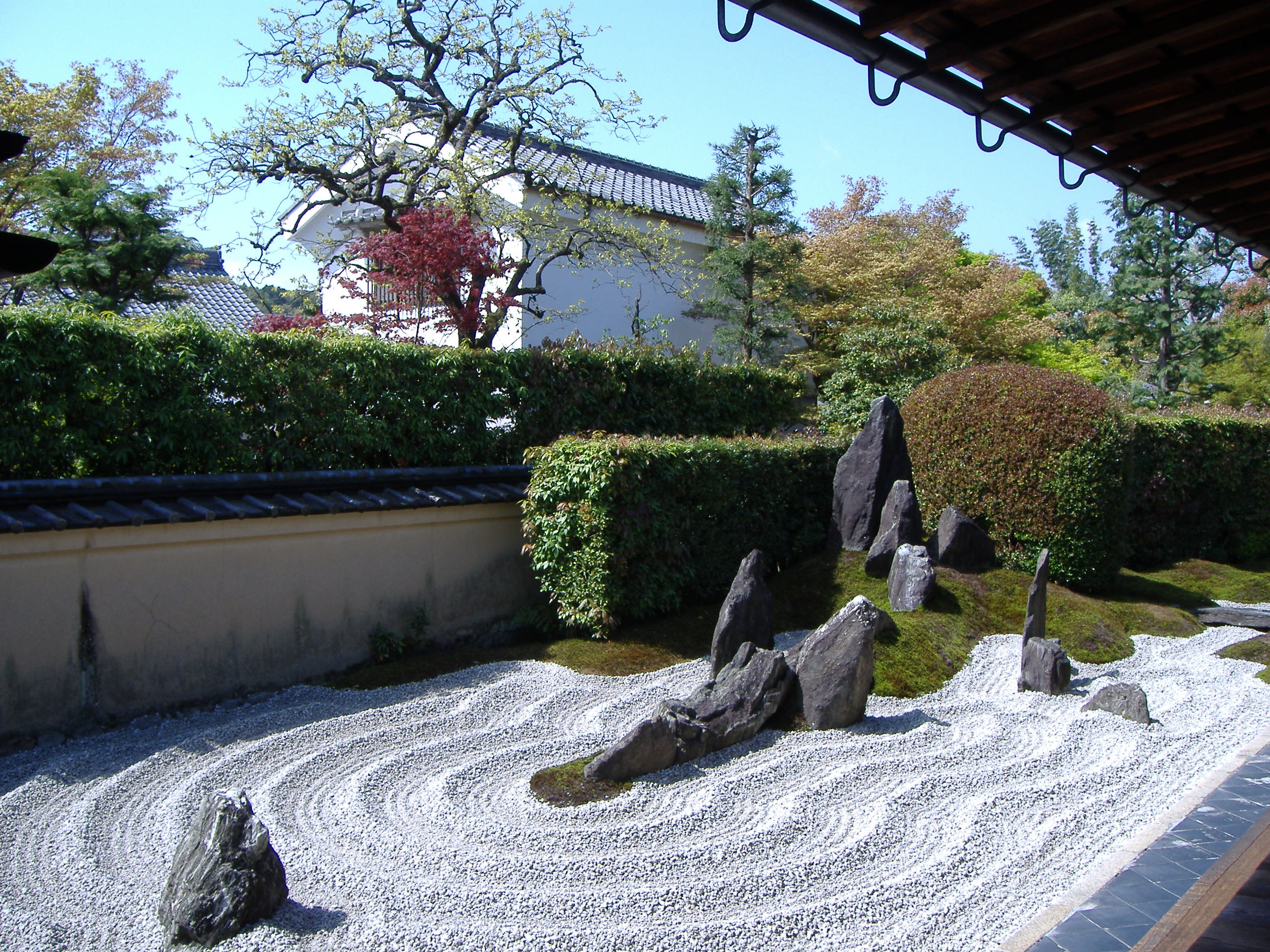
Jardín zen en Zuihou-in, dentro del complejo de Daitoku-ji.

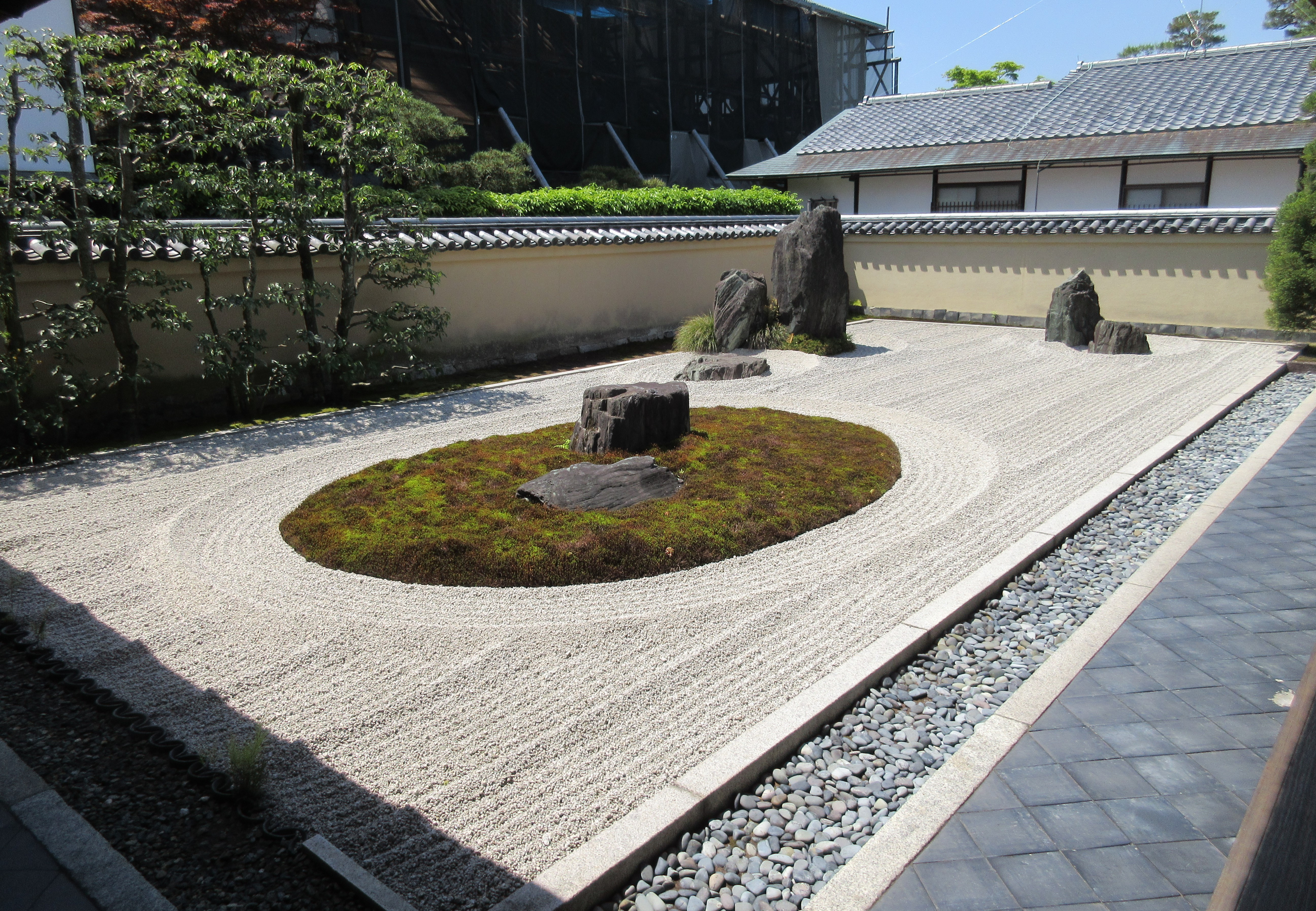
Jardín zen en Ryogen-in, en el complejo de Daitoku-ji.

Daitoku-ji o Daitokuji (大徳寺, 'templo de la Gran Virtud') es el mayor templo budista de la escuela Rinzai (una de las catorce ramas autónomas), del Zen japonés. Está ubicado en Kita-ku, al norte de Kioto, Japón. El 'nombre de montaña' (sangō) por el que se le conoce es Ryūhōzan (龍宝山, "Montaña del tesoro del dragón"). El templo Daitoku-ji se compone de un complejo de varios templos secundarios que cubren hoy más de 23 hectáreas.

## Historia
Daitoku-ji se originó como un pequeño monasterio fundado en 1315 o 1319 por el monje Shūhō Myōchō (宗峰妙超, también pronunciado Sōhō Myōchō (Shohomyocho); 1282-1337), que es conocido por el título Daitō Kokushi ('Maestro Nacional de la Gran Lámpara') concedido por el emperador Go-Daigo. En 1325, el monasterio se convirtió en una sala de suplicaciones de la corte imperial a petición del emperador retirado Hanazono Tennō. La ceremonia de dedicación como sala de suplicación imperial, con una sala de dharma recién agregada y unas viviendas del abad, se celebró en 1326, siendo esta fecha la que generalmente se reconoce como la verdadera fundación del templo.
Como muchos otros templos en Kioto durante ese tiempo, los edificios del templo fueron destruidos por el fuego. En 1474, cuando Kioto fue el escenario de la Guerra de Onin, el Emperador Go-Tsuchimikado designó a Ikkyū Sōjun como sacerdote principal. Con la ayuda de los comerciantes de la ciudad de Sakai, Ikkyū contribuyó significativamente a la rehabilitación del templo.
Desde el primer momento, el templo experimentó períodos alternos de fortuna y decadencia, pudiendo atribuirse a las rivalidades y conflictos entre Daitoku-ji y otros conocidos templos zen, así como entre Daitoku-ji y las autoridades políticas.
Daitoku-ji adquirió especial importancia a partir del siglo XVI, cuando fue apoyado principalmente por miembros de la milicia, que patrocinaron la construcción de templos subsidiarios como recuerdo y oración por sus antepasados o en preparación para su propia desaparición. En 1582, el señor de la guerra Toyotomi Hideyoshi enterró a su predecesor, Oda Nobunaga, en Daitoku-ji. También hizo donaciones, contribuyendo con tierras y construyó el denominado subtemplo o templo secundario de Sōken-in. 
Alrededor de este período de la historia, Daitoku-ji estuvo vinculado estrechamente con el maestro de la ceremonia japonesa del té, Sen no Rikyū, y en consecuencia en la esfera de la ceremonia japonesa del té. Después de la era de Sen no Rikyū, otra figura famosa en la historia de la ceremonia japonesa del té que dejó su huella en este templo fue Kobori Enshū.

## Edificios
Los edificios principales, la Puerta Sanmon (Montaña, "de las tres liberaciones"), la Sala Butsuden ("de Buda"), la Sala de Hatto (Dharma) y la Residencia de Hojo (Viviendas del abad) están alineados al este del complejo, según la disposición clásica de un monasterio zen. La Biblioteca de Kyōzō (Sutra) y los Baños Yokushitsu (Bath House) lo completan.
Entre los 24 templos secundarios destacan:
- Daisen-in (大仙院), el templo principal es Tesoro Nacional de Japón y su jardín de piedras del período Muromachi es muy reputado. Representa un arroyo surgiendo de las montanas, desembocando en un río y afluyendo en el océano.[6]
- Jukō-in (聚光院), con pinturas murales de Kanō Eitoku.
- Kōhō-an (孤篷庵), construido por Kobori Enshû. La sala de té bosen (忘筌) también es famosa.
- Ōbai-in (黄梅院), construido por Takakage Kobayakawa.
- Ryōgen-in (龍源院), con cinco jardines paisajísticos secos, siendo el principal de grava blanca rastrillada que representa el universo, además de islas de rocas y musgo que representan una grulla y una tortuga, símbolos de longevidad y salud.
- Ryokō-in (龍光院), construido por Nagamasa Kuroda. La sala de té mittan (密庵) es muy conocida.
- Shinju-an (真珠庵), construcción atribuida a Ikkyu Sojun. El jardín zen es de Tamamitsu Murata y las pinturas murales de Dasoku Soga y Hasegawa Tōhaku. Alberga uno de los ejemplos más antiguos y famosos de Hyakki Yagyō, el rollo ilustrado manuscrito del siglo XVI Hyakki Yagyō Zu (百鬼夜行図).
- Zuihō-in (瑞峯院).

## Obras de arte

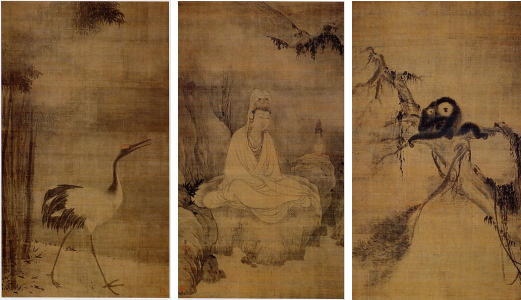
Mu Qi, Guanyin, monos y grulla, Song del Sur; Tesoros Nacionales de Japón.

Daitoku-ji alberga algunas obras del monje artista chino Mu Qi del siglo XIII: 
- La famosa pintura Seis Caquis.
- Los rollos colgantes de Guanyin, monos y grulla (絹本墨画淡彩猿鶴図)